# عملة خمسة سنت أسترالية
عملة الخمسة سنتات الأسترالية هي العملة الأقل تداولاً من فئة الدولار الأسترالي العشري والتي طُرحت في 14 فبراير 1966 لتحل محل عملة الستة بنسات التي كانت تُتداول قبل النظام العشري. وقد أصبحت هذه العملة الأقل تداولاً منذ سحب عملتي السنت والسنتين عام 1992.
بسبب التضخم تستمر القوة الشرائية لعملة الخمسة سنتات في الانخفاض واعتبارًا من عام 2018 تمثل 0.27٪ من الحد الأدنى للأجور في الساعة في البلاد للعاملين الذين تبلغ أعمارهم 21 عامًا أو أكثر.
طُرحت هذه العملة للتداول في 14 فبراير 1966. في عامها الأول من الصك وسُك 30 مليون منها في دار سك العملة الملكية البريطانية (التي كانت آنذاك في لندن) بالإضافة إلى 45.4 مليون منها في دار سك العملة الملكية الأسترالية في كانبرا. ومنذ ذلك الحين وباستثناء عام 1981 صُكّت العملة حصريًا في كانبرا. في عام 1981 وصُك 50.3 مليون منها في المقر الرئيسي الجديد لدار سك العملة الملكية في لانتريسانت بويلز و50 مليون منها في دار سك العملة الملكية الكندية في وينيبيغ بالإضافة إلى 62 مليون منها في كانبرا.
يُصوِّر الوجه الخلفي حيوان النضناض والوجه الأمامي رئيسة الدولة الملكة إليزابيث الثانية. وصدرت العملة التذكارية الوحيدة من هذه الفئة عام 2016 احتفالًا بالذكرى الخمسين للعملة العشرية.
اعتبارًا من عامي 2023 و2024 سجلت عملة 5 سنت أعلى معدل سك بين جميع العملات الحالية. وكان أقل معدل سك 8.25 مليون عملة في عام 1972 وأعلى معدل سك 306.5 مليون في عام 2006. لم تُصدر أي عملات معدنية في عامي 1985 و1986 ومع ذلك سكوها فقط لمجموعات العملات المعدنية.
دار جدلٌ حول سحب هذه العملة من التداول كما حدث مع الدولار النيوزيلندي ويرجع ذلك أساسًا إلى انخفاض قيمتها وارتفاع تكلفتها، ومع ذلك لا توجد حتى الآن خطط مؤكدة لسحبها. ويتوقع روس ماكديارميد الرئيس التنفيذي لدار سك العملة الملكية الأسترالية أنه في النصف الثاني من عشرينيات القرن الحادي والعشرين "سيتوقف استخدامها على الأرجح بسبب انخفاض الطلب عليها".
في مايو 2007 ونظرًا لارتفاع القيمة السوقية للنحاس والنيكل بلغت قيمة السبائك المعدنية للعملة حوالي 6.5 سنت مع عدم الإبلاغ عن أي حالات احتكار أو صهر للعملات مع الربح الإجمالي الواضح الذي يُحقق من ذلك بنسبة 30%. وبلغت أسعار السوق اعتبارًا من يونيو 2018 حوالي 7 دولارات للكيلوغرام للنحاس و15 دولارًا للكيلوغرام للنيكل مما يجعل محتوى المعدن في عملة 5 سنتات يساوي 2.5 سنت فقط أو 50% من قيمتها الاسمية (وهو نفس سعر عملة 10 سنتات أو 20 سنت تقريبًا). كما بلغت تكلفة إنتاج العملة 12 سنت في عام 2022.
العملات المعدنية من فئة 5 سنتات هي عملة قانونية للمبالغ التي لا تتجاوز 5 دولارات لأي سداد دين.

## روابط خارجية
- العملة العشرية الأسترالية ، www.australianstamp.com
- عملة معدنية كبيرة وصغيرة من فئة 5 سنتات لعام 2001
- عملات من أستراليا / نوع العملة: خمسة سنتات ، نادي العملات عبر الإنترنت
- 5 سنتات KM# 80 ، coinscatalog.net